# 오딘 (마블 코믹스)
오딘(Odin)은 마블 코믹스 세계에 등장하는 캐릭터이며 1962년 11월 저니 인투 미스터리(Journey into Mystery) 86화에 처음 등장하였다. 북유럽 신화의 신 오딘을 모티브로 하였으며 스탠리와 잭 커비가 공동 창작했다. 오딘은 신족 보르와 서리 거인 종족 출신의 베스티아 사이에서 태어났다. 본명은 오딘 보르손(Odin Borson)이며 여러 북구 신들의 고향인 아스가르드를 만들었다.
오딘은 미드가르드에서 초능력을 가진 필멸자들과 힘을 합쳐 셀레스티얼을 물리쳤다. 이후 가이아 와의 사이에서 토르를 낳았고 로키를 입양했다.
라그나로크를 막을 지혜를 얻기 위해 오른쪽 눈을 희생했다.

## 담당 배우

### 영화
- 토르: 천둥의 신 (2011) - 앤서니 홉킨스
  - 토르: 다크 월드 (2013) - 앤서니 홉킨스
  - 토르: 라그나로크 (2017) - 앤서니 홉킨스

## 같이 보기
- 토르
- 로키